# Brasil Grand Prix 2014
Der Brasil Grand Prix 2014 im Badminton fand vom 5. bis zum 10. August 2014 in Rio de Janeiro statt. Es war das erste Turnier des BWF Grand Prix in Südamerika überhaupt.

## Sieger und Platzierte
| Disziplin    | Gold                            | Silber                         | Bronze                         |
| ------------ | ------------------------------- | ------------------------------ | ------------------------------ |
| Herreneinzel | Scott Evans                     | Dieter Domke                   | Henri Hurskainen               |
| Herreneinzel | Scott Evans                     | Dieter Domke                   | Osleni Guerrero                |
| Dameneinzel  | Zhang Beiwen                    | Kaori Imabeppu                 | Sayaka Sato                    |
| Dameneinzel  | Zhang Beiwen                    | Kaori Imabeppu                 | Sabrina Jaquet                 |
| Herrendoppel | Max Schwenger Josche Zurwonne   | Raphael Beck Andreas Heinz     | Joshua Magee Sam Magee         |
| Herrendoppel | Max Schwenger Josche Zurwonne   | Raphael Beck Andreas Heinz     | Matijs Dierickx Freek Golinski |
| Damendoppel  | Johanna Goliszewski Carla Nelte | Gabriela Stoeva Stefani Stoeva | Lohaynny Vicente Luana Vicente |
| Damendoppel  | Johanna Goliszewski Carla Nelte | Gabriela Stoeva Stefani Stoeva | Eva Lee Paula Obanana          |
| Mixed        | Max Schwenger Carla Nelte       | Sam Magee Chloe Magee          | Joachim Persson Sabrina Jaquet |
| Mixed        | Max Schwenger Carla Nelte       | Sam Magee Chloe Magee          | Alex Tjong Lohaynny Vicente    |